# Bactrocera confluens
Bactrocera confluens
 es una especie de díptero que Drew describió por primera vez en 1971. Bactrocera confluens pertenece al género Bactrocera de la familia Tephritidae. 